# Ascothorax
Ascothorax är ett släkte av kräftdjur. Ascothorax ingår i familjen Ascothoracidae.
Kladogram enligt Catalogue of Life:
| Ascothorax | \| \| Ascothorax bulbosus \| \| \| \| \| \| Ascothorax octopterus \| \| \| \| |
|            | \| \| Ascothorax bulbosus \| \| \| \| \| \| Ascothorax octopterus \| \| \| \| |
|            | Parascothorax                                                                 |
|            |                                                                               |
|            | Ascothorax bulbosus                                                           |
|            |                                                                               |
|            | Ascothorax octopterus                                                         |
|            |                                                                               |

|  | Ascothorax bulbosus   |
|  |                       |
|  | Ascothorax octopterus |
|  |                       |